# Verbascum hatayense
Verbascum hatayense är en flenörtsväxtart som beskrevs av Hub.-mor.. Verbascum hatayense ingår i släktet kungsljus, och familjen flenörtsväxter. Inga underarter finns listade i Catalogue of Life.